# Los ases buscan la paz
Los ases buscan la paz es una película española realizada en 1955 y protagonizada por el futbolista Ladislao Kubala. Relata su accidentada huida de Hungría cuando ésta fue invadida por los soviéticos.

## Descripción
El largometraje fue producido por Antonio Bofarull y dirigido por Arturo Ruiz Castillo. La actriz Carolina Giménez  desempeñó el papel de la esposa de Kubala, mientras los propios hijos del futbolista, Branko y Laci, ocuparon sus papeles. El reparto se ve completado con Irán Eory, María Paz Molinero, Gerard Tichy, Mariano Asquerino, José Guardiola y Antonio Ozores.